# Premi Antoni Maria Alcover d'Assaig
El Premi Antoni Maria Alcover d'Assaig és un premi d'assaig en llengua catalana convocat pel Departament de Cultura de l'Ajuntament de Manacor i la Institució Pública Antoni Maria Alcover i entregat dins els Premis Ciutat de Manacor. Porta el nom de l'escriptor manacorí Antoni Maria Alcover.
Al premi s'hi poden presentar assaigs sobre un tema relacionat amb Mallorca, escrits en català. Té una dotació de 3000 euros i l'obra guanyadora es publica per l'editorial Món de llibres.

## Guanyadors
- 2013: Josep Temporal per Rondalla Meravellosa i filosofia. Una fonamentació antropologicoètica[2]
- 2014: Jordi Julià i Garriga per L'ofici i el do[3]
- 2015: Margalida Coll Llompart per La revista Tresor dels avis (1922-1928). Memòria, paraula i folklore[4]
- 2016: Joan Mahiques per Els morts agraïts[5]
- 2017: Bàrbara Sagrera per Corpus de fraseologia de les Illes Balears: classificació, descripció, contextualització[6]
- 2018: Maria Magdalena Gelabert Miró per La dona a les Rondalles Mallorquines, un estudi de la figura femenina a la gran obra d'Antoni M. Alcover[7]
- 2019: Bàrbara Duran Bordoy per Deixem lo dol. Goigs i músiques de Pasqua als inicis del tercer mil·lenni[8]
- 2020: Francesc Grimalt Vigo per Sobre els Talaiots[9]
- 2021: Antoni Puig Palerm per Mallorca i la conquesta romana de les Gimnèsies[10]
- 2022 Carme Sánchez Riera per Nam a Cor, Man a Cor[11]